# Emmislövs församling
Emmislövs församling var en församling i Östra Göinge kontrakt i Lunds stift. Församlingen ligger i Östra Göinge kommun i Skåne län och ingick i Östra Broby pastorat. Församlingen uppgick 2014 i Broby-Emmislövs församling.

## Administrativ historik
Församlingen har medeltida ursprung.
Församlingen utgjorde tidigt ett eget pastorat för att från omkring 1500 till 2014 vara annexförsamling i pastoratet (Östra) Broby och Emislöv. Församlingen uppgick 2014 i Broby-Emmislövs församling.

## Kyrkor
- Emmislövs kyrka